# London 1986
Albums de Talk Talk
Asides Besides
(1998) Missing Pieces
(2001)
London 1986 est un album live du groupe britannique Talk Talk sortie en 1999.
Il a été enregistré lors du concert donné par le groupe au Hammersmith Odeon de Londres le 8 mai 1986, dans le cadre de la tournée de promotion de l'album The Colour of Spring. Ce concert est le dernier donné par le groupe sur le sol britannique.

## Titres
| No | Titre                   | Auteur                         | Durée |
| -- | ----------------------- | ------------------------------ | ----- |
| 1. | Tomorrow Started        | Mark Hollis                    | 7:52  |
| 2. | Life's What You Make It | Tim Friese-Greene, Mark Hollis | 4:31  |
| 3. | Does Caroline Know?     | Mark Hollis                    | 7:36  |
| 4. | Living in Another World | Tim Friese-Greene, Mark Hollis | 7:06  |
| 5. | Give It Up              | Tim Friese-Greene, Mark Hollis | 5:55  |
| 6. | It's My Life            | Tim Friese-Greene, Mark Hollis | 6:29  |
| 7. | Such a Shame            | Mark Hollis                    | 9:02  |
| 8. | Renée                   | Mark Hollis                    | 7:45  |

## Musiciens

### Talk Talk
- Mark Hollis : chant
- Paul Webb : basse, chœurs
- Lee Harris : batterie

### Musiciens supplémentaires
- David Rhodes : guitare, chœurs
- Danny Cummings : percussions
- Phil Reis : percussions
- Ian Curnow : claviers
- Rupert Black : piano
- Mark Feltham : harmonica